# アレックス・アザー
アレックス・アザー（英:Alex Azar、1967年6月17日 - ）は、アメリカ合衆国の政治家。ドナルド・トランプ政権で12代目アメリカ合衆国保健福祉長官を務めた。日本では、アレックス・アザールと表記されることがある。

## 概要
2017年9月、高額な出張旅費を使った問題で引責辞任した保健福祉長官トム・プライスの後任としてアレックス・アザーの名が浮上。当時は、アメリカの製薬会社イーライリリーの元幹部の肩書であった。
保健福祉長官就任後の2018年、トランプ政権のメキシコ国境で移民の親子を離して処遇する手法が批判されると親子の再統合を担うタスクフォースの設置に関与したほか、2019年にはフレーバー付き電子タバコの禁止に向けた実務を率いるなど、トランプ政権の政策を支え続けた。
しかし2019新型コロナウイルスの感染拡大が深刻化した2020年4月には、大統領が感染対策の遅れに関する批判をかわすためにアレックス・アザーを解雇するのではないかとの憶測が報道されるようになった。この報道については、同年4月26日に大統領が長官の解任報道をフェイクニュースだと非難して否定した。
2020年8月に台湾の行政院はアザーが台湾を訪問することを発表した。1979年のアメリカ合衆国と台湾が断交して以来で最高位の閣僚の訪問となる。
2021年1月12日付でトランプ大統領に辞表を提出し、その中で2020年アメリカ合衆国大統領選挙での不正の主張や2021年アメリカ合衆国議会議事堂襲撃事件は「トランプ政権のレガシーを汚す」と述べた。
2018年から2020年まで駐米大使を務めた杉山晋輔とは旧知で、2021年、新型コロナウイルス感染症のワクチン確保のためファイザー首脳との直接交渉を模索していた杉山より要請を受け、アルバート・ブーラ CEOとの橋渡しを行い、直接交渉への道筋をサポートした。